# ONE (Asia)
ONE TV Asia (anteriormente llamada Sony ONE) es un canal de televisión de pago del sudeste asiático propiedad de KC Global Media Asia. Está disponible en Malasia, Singapur, Brunei Darussalam e Indonesia. Fue lanzado el 1 de octubre de 2010 a las 21:00 SST (20:00 WIB).
Se lanzó en Indonesia a partir del a través de la plataforma Indovision desde 19 de marzo de 2012.
La programación del canal consiste en series y programas en idioma coreano, proporcionados por Seoul Broadcasting System (SBS). La programación de ONE está disponible subtitulada en idiomas locales en pistas de subtítulos opcionales, según el mercado del país de recepción. Desde octubre de 2017, los contenidos proporcionados solo estuvieron disponibles en Singapur y Malasia hasta el 31 de julio de 2020.
En enero de 2020, Sony Pictures Television vendió el canal, junto con los canales del sudeste asiático Animax Asia , GEM TV Asia (unido en marzo de 2020) y AXN Asia a KC Global Media.